# Выборгский гофгерихт
Выборгский гофгерихт (надворный суд) — один из трёх судов второй инстанции в Великом княжестве Финляндском.

## История
Императорский выборгский гофгерихт был учреждён по указу императора Николая I в 1839 году.
До судебной реформы 1868 года гофгерихты были высшими судами в трёх основных судебных округах Финляндии — промежуточным звеном между судами второй инстанции и Императорским Финляндским Сенатом. После 1868 года Выборгский гофгерихт превратился в суд второй инстанции, подчинявшийся до 1918 года судебному департаменту Сената. В систему судов второй инстанции Финляндии помимо Выборгского гофгерихта входили Абоский гофгерихт (учреждён шведскими властями в 1623 году) и Вазаский гофгерихт (учреждён шведскими властями в 1775 году).
В состав суда входили президент, вице-президент и члены (советники и асессоры). Президент, вице-президент и советники назначались императором, асессоры — судебным департаментом Императорского финляндского сената. При гофгерихте состояли обвинитель — адвокат-фискал — и его помощник. В зависимости от количества рассматривавшихся дел гофгерихт мог разрешать их в общих заседаниях или по отделениям. Для вынесения приговора или решения требовалось присутствие не менее 5 его членов. В число дел, относившихся к компетенции суда, входили апелляционные дела, ревизия судов первой инстанции, преступления по должности, а также политические дела.
Гофгерихт играл важную роль в многонациональном Выборге.

Общество в Выборге делилось на три части: шведскую, немецкую и русскую. Центр шведского общества составлял местный гофгерихт (судебная палата) с его массой чиновников
Выборгский гофгерихт продолжал действовать и после провозглашения в 1917 году независимости Финляндии. С 1918 года он подчинялся вновь созданному Верховному суду Финляндской Республики.
После поражения Финляндии в Советско-финской войне (1939—1940) суд эвакуирован в Куопио и впоследствии переименован в Восточно-Финляндский гофгерихт (апелляционный суд, фин. Itä-Suomen hovioikeus, швед. Östra Finlands hovrätt).

## Здания гофгерихта

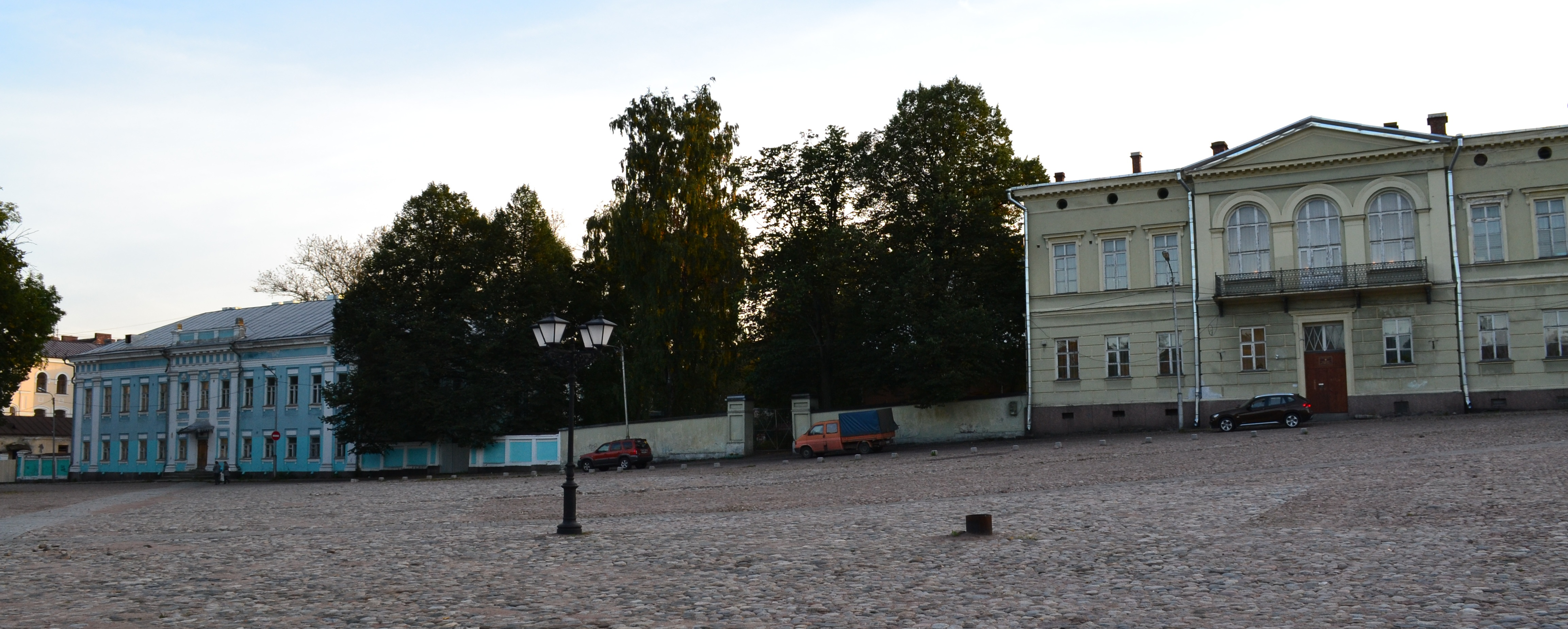
Здание суда и особняк президента гофгерихта

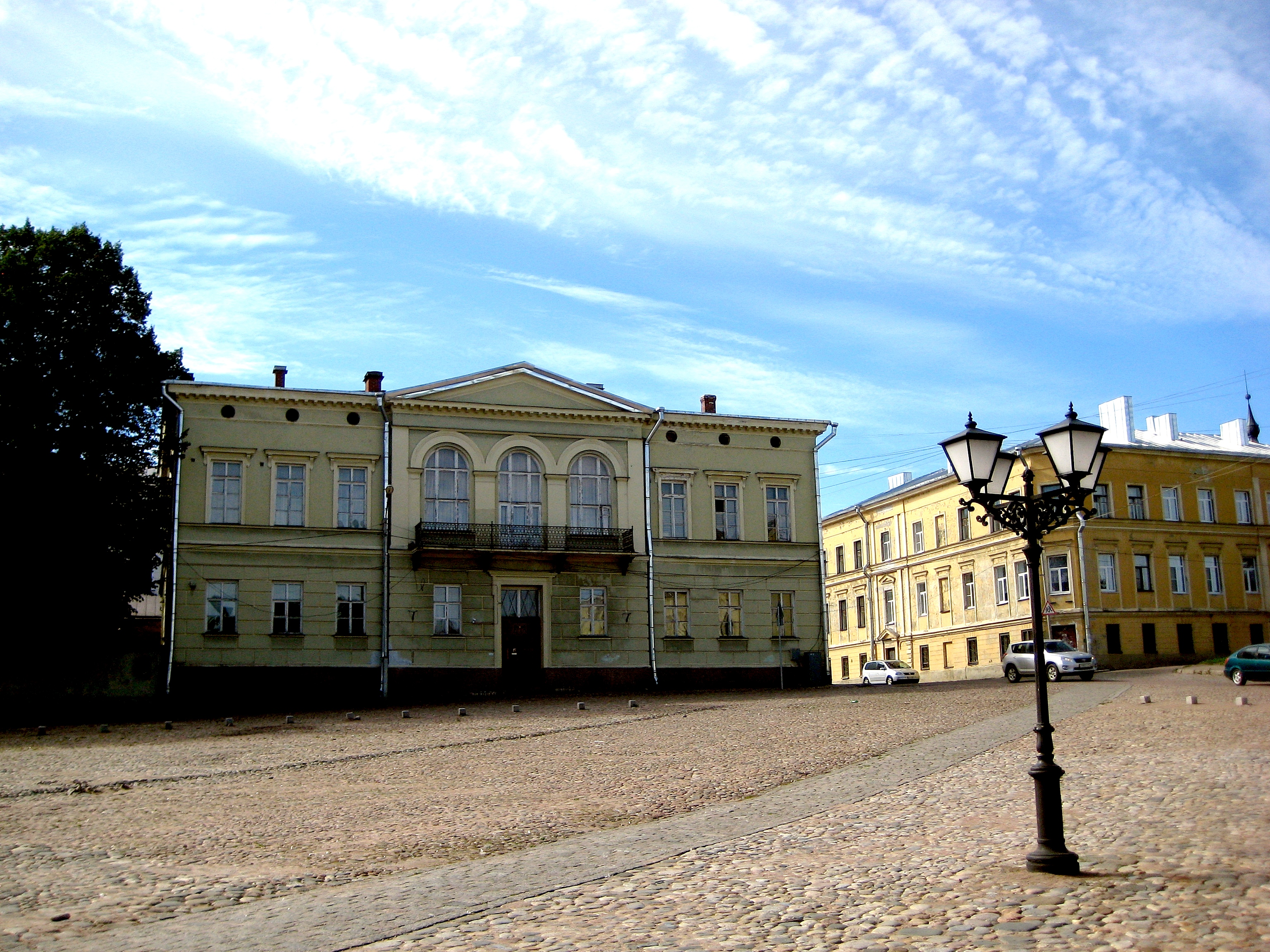
Дом президента гофгерихта

Первым президентом суда стал бывший выборгский губернатор Карл Густав Маннергейм. Ему не пришлось переезжать на новое место работы, так как Выборгский гофгерихт был размещён в бывшем губернаторском доме (дворце наместника), возведённом в 1784 году на Соборной площади по проекту архитектора К. И. Шпекле в стиле классицизма. В дополнение к нему в 1847 году по проекту архитектора Э. Б. Лормана был возведён дворец президента Выборгского гофгерихта.